# 第12回全国中等学校ラグビーフットボール大会
第12回全国中等学校ラグビーフットボール大会（だい12かいぜんこくちゅうとうがっこうラグビーフットボールたいかい）は、1930年（昭和5年）1月に兵庫県西宮市の甲子園南運動場で開催された、旧制中学校・実業学校および師範学校を対象としたラグビー競技大会である。

## 概要
今大会から師範学校が参加した。

## 参加チーム
- 秋田県立秋田工業学校（秋田県・実業学校）（初出場）
- 慶應義塾普通部[1]（東京都）（4大会連続5回目）
- 同志社中学校（京都府）（11大会連続11回目）
- 兵庫県立第一神戸中学校（兵庫県）（2年連続2回目）
- 天理中学校（奈良県）（2年ぶり2回目）
- 福岡県立福岡中学校（福岡県）（2年ぶり3回目）
- 京城師範学校（外地・師範学校）（初出場）
- 奉天中学校[2]（外地）（2年連続2回目）

## 試合結果

### 1回戦
- 京城師 20-0福岡中
- 慶應普通部 32-3天理中
- 奉天中 12-6秋田工
- 同志社中 29-0神戸一中

### 準決勝
- 京城師3-8 慶應普通部
- 奉天中0-28 同志社中

### 決勝
慶應普通部が初優勝を果たした。
- 慶應普通部 8-6同志社中